# Luís Ximenes Caldeira
Luís Ximenes Caldeira (* 27. März 1968 in Laclubar, Manatuto, Portugiesisch-Timor) ist ein osttimoresischer Politiker und Mitglied der Partei Congresso Nacional da Reconstrução Timorense (CNRT).
Caldeira war Berater beim Ministerium für Handel und Industrie (MTCI), Dozent für öffentliche Verwaltung am East Timor Coffee Institute (ETCI) in Ermera und technischer Berater beim Präsidenten Osttimors.
Bei den Parlamentswahlen in Osttimor 2023 trat Caldeira für den CNRT auf Platz 8 der Liste an und zog so in das 6. Nationalparlament Osttimors ein. Im Parlament ist Caldeira Vizepräsident in des Ausschusses für Gesundheit, soziale Sicherheit und Gleichstellung der Geschlechter (Kommission F).